# Пирсинг ноздри
Пирсинг ноздри — прокалывание одной или обеих ноздрей с целью установки и ношения украшения. Пирсинг ноздри распространен среди представителей обоих полов.

## История
В аюрведической медицине ноздри ассоциируются с репродуктивными органами женщины, в связи с чем среди индианок в Индии до сих пор распространено ношение украшений в носу, обычно в левой ноздре, в период половозрелого возраста женщины. Иногда такие проколы делаются в ночь, перед тем как женщина выходит замуж.
Мужчины и женщины амазонского племени матис делают по несколько проколов в ноздрях. В которых принято носить тонкие полоски пальмовых листьев, расположенные подобно кошачьим усам.
В современной западной культуре этот вид модификации наиболее ярко представляет Паули Анстопабл, растянувший проколы ноздрей до рекордно больших тоннелей.
Благодаря своей популярности пирсинг ноздри распространён и среди публичных людей, его носят певицы Мелани Си, Pink и Кристина Агилера, баскетболист Деннис Родман, актриса Мелисса Лео.

## Вариации
Вариант пирсинга ноздрей high nostril не предполагает ношение колец — только прямых украшений. Он делается на той высоте, на которой желает клиент, но, естественно, насколько позволяет анатомия.
Ухаживать за таким пирсингом сложнее, поскольку и «добраться» до него соответственно сложнее тоже.

## Украшения
В качестве украшений используются кольца с застёжкой-шариком и «нострилы» (англ. nostril — ноздря) — специальные серьги для пирсинга ноздри.